# Rafael Núñez Florencio
Pour les articles homonymes, voir Núñez.
Rafael Núñez Florencio, né en 1956 à Camas, est un historien et philosophe espagnol.

## Œuvres
- El terrorismo anarquista 1888–1909 (1983)[1]
- Utopistas y autoritarios en 1900 (1994)[2]
- El ejército español en el desastre de 1898 (1997)[2]
- Tal como éramos: España hace un siglo (1998)[3]
- Sol y sangre. La Imagen de España en el mundo (2001)[4]
- Con la salsa de su hambre. Los extranjeros ante la mesa hispana (2004)[5][6]
- Hollada piel de toro: del sentimiento de la naturaleza a la construcción nacional del paisaje (2004)[7]
- Tierra y Libertad. Cien años de anarquismo en España, edité par Julián Casanova Ruiz (en) (2010, contributeur)[1]
- El peso del pesimismo. Del 98 al desencanto (2011)[8],[9],[10],[11],[12]